# Honey, Just Allow Me One More Chance
«Honey, Just Allow Me One More Chance» es una canción grabada por el músico de blues Henry Thomas en 1928 y versionada posteriormente por Bob Dylan en su álbum de estudio The Freewheelin' Bob Dylan.
La versión de Thomas apareció en el álbum Henry Thomas Sing the Texas Blues, publicado por Origin Jazz Library en 1961 o 1962, que sirvió de fuente para la versión realizada por Dylan.
analizó cómo Dylan eliminó varios versos del tema de Thomas y adaptó su coro, usando la estructura rítmica de Thomas y un compás de 2/4. Harvey comentó: «El texto del coro de Thomas se mantuvo constante a lo largo de la canción. Dylan escribió, en su mayor parte, nuevo texto resultando en una estrofa de cuatro frases con la cuarta actuando como estribillo. Incrementó el tempo de la canción de Thomas y añadió su propio acompañamiento de guitarra, colocando solos de armónica entre los versos».